# Jon-Allan Butterworth
Jon-Allan Butterworth, MBE (* 6. Februar 1986 in Sutton Coldfield) ist ein britischer Bahnradsportler. Er startet in der Paracycling-Kategorie C5.

## Sportliche Laufbahn
Jon-Allan Butterworth diente seit 2002 als Soldat in der Royal Air Force. Am 4. August 2007 verlor er durch einen Raketenangriff auf den Flughafen von Basra im Irak seinen linken Arm. Durch das Programm Battle Back, das verwundeten Soldaten bei der Rückkehr in ein aktives Leben helfen soll, kam Butterworth zum Radsport. Er nahm an Auswahlrennen teil und wurde 2009 für das Para-Cycling Talent Programme ausgewählt.
2011 nahm Butterworth zum ersten Mal an Bahnweltmeisterschaften teil und errang in der C5-Klasse die Goldmedaille im 1000-Meter-Zeitfahren in neuer Weltrekordzeit. Im Jahr darauf gelang ihm dieser Erfolg bei den Weltmeisterschaften in Los Angeles erneut. Bei den Sommer-Paralympics 2012 errang er drei Silbermedaillen, im Zeitfahren, in der Einerverfolgung und im Teamsprint. Ein Sturz im Training verhinderte, dass er auch im Straßenrennen starten konnte.
Bei den UCI-Paracycling-Bahnweltmeisterschaften 2014 holte Butterworth Silber im 1000-Meter-Zeitfahren sowie Bronze in der Einerverfolgung. Zwei Jahre später, bei den Bahnweltmeisterschaften 2016 in Montichiari wurde er gemeinsam mit Louis Rolfe und Jody Cundy Weltmeister im Mixed Team Sprint, im 1000-Meter-Zeitfahren errang er Silber.
2016 errang Jon-Allan Butterworth bei den Paralympics in Rio de Janeiro gemeinsam mit Rolfe und Cundy die Goldmedaille im Teamsprint.